# Вечерний вариант
«Вечерний вариант» (латыш. Vakara variants) — художественный фильм режиссёра Дзидры Ритенберги, снятый Рижской киностудией в 1980 году. Премьера состоялась 20 августа 1981 года.

## Сюжет
Вторая лента Дзидры Ритенберги, снятая по произведениям Брониславы Паршевской и имеющая сильно выраженную социально-педагогическую направленность.
Главная героиня фильма приезжает работать по распределению в вечернюю школу небольшого провинциального города. Её современный подход к методике обучения не находит понимания среди новых коллег. Более того, невольно, она становится втянутой в сложные семейные отношения одного из своих учеников.

## В ролях
- Астрида Кайриша — Анна
- Роман Громадский — Виктор
- Индра Бурковска — Иева
- Юрис Жагарс — Юрис
- Лелде Викмане — Юлия
- Лигита Скуиня — Регина
- Майга Майниеце — директор школы
- Хелга Данцберга — Майга
- Ева Мурниеце — Аделаида
- Иза Бине — учитель физики
- Гунар Орделовскис — Арвид
- Янис Дзенитис — Улдис
- Диана Занде — Эрика
- Илга Витола — мать Яниса
- Олга Круминя — Рута Яновна

## Съёмочная группа
- Авторы сценария: Бронислава Паршевская, Владлен Дозорцев
- Режиссёр-постановщик: Дзидра Ритенберга
- Оператор-постановщик: Гвидо Скулте
- Композитор: Валтер Каминскис

## Критика
Журналист газеты «Ригас Балсс» А. Краузе писал, что «Вечерний вариант» своим открытым финалом и отсутствием категорического однозначного решения ситуации напоминает ему ленту «Пожелай мне нелётной погоды». В то же время, Краузе положительно оценивал актёрскую игру Х. Данцберг, М. Майниеце, И. Мурниеце, И. Бине и Г. Орделовского, Я. Дзенитис, а также Д. Занде, И. Бурковской и А. Кайриш.
Кинообозреватель газеты «Советская культура» Валерий Кичин писал: «Сценаристы В. Паршевская и В. Дозорцев стремятся создать „режим наибольшего благоприятствования“ не героине и не решению её не имеющих решения проблем, а прежде всего развитию важнейшей для них мысли о необходимости жить достойно. И достойно реагировать на жизненные трудности других». По мнению Кичина, «разные по стилистике и художественному уровню» фильмы «Перед закрытой дверью», «Какие наши годы!» и «Вечерний вариант» объединяет «стремление исследовать болевые точки современного сознания».